# Sección Protobalanus
Protobalanus es un sección de árboles del subgénero Quercus pertenecientes a la familia de las fagáceas.
Sección Protobalanus,  roble americano y sus parientes, en el suroeste de Estados Unidos y el noroeste de México. Los estilos cortos, las bellotas maduran en 18 meses y tienen un sabor muy amargo.   Las hojas suelen tener lóbulos con puntas afiladas, con las cerdas en la punta del lóbulo.

## Especies seleccionadas
- Quercus cedrosensis -  Baja California
- Quercus chrysolepis -  sudoeste Norteamérica
- Quercus palmeri -  sudoeste de Oregon, California, oeste de Arizona
- Quercus tomentella -  islas del litoral de California
- Quercus vaccinifolia -  sudoeste de Norteamérica